# Elecciones legislativas de Túnez de 1979
Las sextas elecciones legislativas de Túnez se llevaron a cabo el 4 de noviembre de 1979, sin que se realizaran elecciones presidenciales debido a que Habib Burguiba había sido declarado presidente vitalicio en 1975. Fueron las últimas elecciones unipartidistas en Túnez, pero no habría elecciones realmente democráticas hasta 2011. A diferencia de elecciones anteriores, en las que el PSD presentó una lista única de candidatos en cada circunscripción, para esta elección hubo varios candidatos del PSD para elegir. La participación electoral fue del 80.1%, uno de los niveles más bajos del régimen de Burguiba.

## Resultados
| Partidos                           | Partidos                           | Votos     | %         | Escaños | +/- |
| ---------------------------------- | ---------------------------------- | --------- | --------- | ------- | --- |
|                                    | Partido Socialista Desturiano      | 1.560.753 | 100.0     | 121     | +9  |
| Votos válidos                      | Votos válidos                      | 1.560.753 | 96.2      | 121     | +9  |
| Votos en blanco/anulados           | Votos en blanco/anulados           | 61.222    | 3.8       |         |     |
| Total                              | Total                              | 1.621.975 | 100.0     |         |     |
| Votantes registrados/participación | Votantes registrados/participación | 80.1      | 80.1      |         |     |
| Electorado                         | Electorado                         | 2.013.581 | 2.013.581 |         |     |
| Fuente: Nohlen et al.              |                                    |           |           |         |     |